# John Pulskamp
John Pulskamp (Bakersfield, 19 aprile 2001) è un calciatore statunitense, portiere dello Sporting K.C..

## Carriera

### Club
Pulskamp si è unito al settore giovanile dello LA Galaxy nel 2017 dopo aver giocato con Central California Aztecs e Real So Cal. Il 5 aprile 2019 ha firmato un contratto con lo Sporting K.C. II ed il 6 maggio ha debuttato in USL Championship nell'incontro vinto 3-2 contro il Louisville City. Il 24 febbraio 2020 ha firmato un contratto professionistico con la prima squadra dello Sporting K.C. valido fino al 2022 ma non è riuscito a debuttare nel corso della stagione. Ha esordito invece la stagione seguente, il 18 aprile 2021, nell'incontro di MLS vinto 2-1 contro il N.Y. Red Bulls. Il 5 maggio 2022 ha prolungato il contratto fino al 2025.

### Nazionale
Nel 2020 ha giocato un incontro con la Stati Uniti Under-20. Nel dicembre del 2021 ha ricevuto la prima convocazione con la nazionale maggiore, senza però riuscire a debuttare. Nel 2023 ha debuttato con la nazionale olimpica.

## Statistiche

### Presenze e reti nei club
Statistiche aggiornate al 30 maggio 2024.
| Stagione        | Squadra          | Campionato      | Campionato | Campionato | Coppe nazionali | Coppe nazionali | Coppe nazionali | Coppe continentali | Coppe continentali | Coppe continentali | Altre coppe | Altre coppe | Altre coppe | Totale | Totale | Totale |
| Stagione        | Squadra          | Comp            | Pres       | Reti       | Comp            | Pres            | Reti            | Comp               | Pres               | Reti               | Comp        | Pres        | Reti        | Pres   | Reti   |        |
| --------------- | ---------------- | --------------- | ---------- | ---------- | --------------- | --------------- | --------------- | ------------------ | ------------------ | ------------------ | ----------- | ----------- | ----------- | ------ | ------ | ------ |
| 2019            | Sporting K.C. II | USC             | 14         | -34        |                 | -               | -               |                    | -                  | -                  |             | -           | -           | 14     | -34    |        |
| 2020            | Sporting K.C. II | USC             | 2          | -3         |                 | -               | -               |                    | -                  | -                  |             | -           | -           | 2      | -3     |        |
| 2021            | Sporting K.C. II | USC             | 12         | -22        |                 | -               | -               |                    | -                  | -                  |             | -           | -           | 12     | -22    |        |
| 2022            | Sporting K.C. II | MNP             | 6          | -9         |                 | -               | -               |                    | -                  | -                  |             | -           | -           | 6      | -9     |        |
| 2023            | Sporting K.C. II | MNP             | 9          | -13        |                 | -               | -               |                    | -                  | -                  |             | -           | -           | 9      | -13    |        |
| 2024            | Sporting K.C. II | MNP             | 1          | -1         |                 | -               | -               |                    | -                  | -                  |             | -           | -           | 1      | -1     |        |
| 2021            | Sporting K.C.    | MLS             | 6          | -7         |                 | -               | -               |                    | -                  | -                  | LC          | 1           | -6          | 7      | -13    |        |
| 2022            | Sporting K.C.    | MLS             | 12         | -18        | USCup           | 4               | -3              |                    | -                  | -                  |             | -           | -           | 16     | -21    |        |
| 2023            | Sporting K.C.    | MLS             | 5          | -7         | USCup           | 2               | -1              |                    | -                  | -                  | LC          | 3           | -7          | 10     | -15    |        |
| 2024            | Sporting K.C.    | MLS             | 2          | -3         | USCup           | 2               | -1              |                    | -                  | -                  | LC          | 0           | 0           | 4      | -4     |        |
| Totale carriera | Totale carriera  | Totale carriera | 69         | -117       |                 | 8               | -5              |                    | -                  | -                  |             | 4           | -13         | 81     | -135   |        |